# 乌杰夫特
乌杰夫特（法語：Aoujeft）是毛里塔尼亚西部的一个市镇，属阿德拉尔省管辖，距离省会阿塔尔约60公里。根据毛里塔尼亚2000年的统计数据，乌杰夫特共有居民6,019人。